# Bisbrooke
Bisbrooke est un village et paroisse civile d'Angleterre situé dans le sud du Rutland, environ 3 km à l'est d'Uppingham. Sa population de 219 personnes en 2001 est descendue à 204 au recensement de 2011.

## Histoire

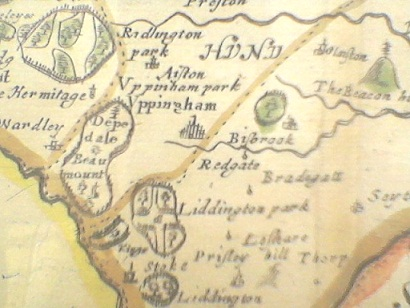
Bisbrooke (Biƒbrook) sur une carte de 1673.

Bisbrooke est mentionné pour la première fois en 1086 dans le Domesday Book sous le nom de « Bitlesbroch ». Cette appellation a changé 19 fois au cours des siècles, devenant par exemple Bitelesbroke, Pysbroke et Butlisbroke avant l'adoption de son orthographe actuelle.